# Nilea dimmocki
Nilea dimmocki là một loài ruồi trong họ Tachinidae.